# Tama (hudební nástroj)

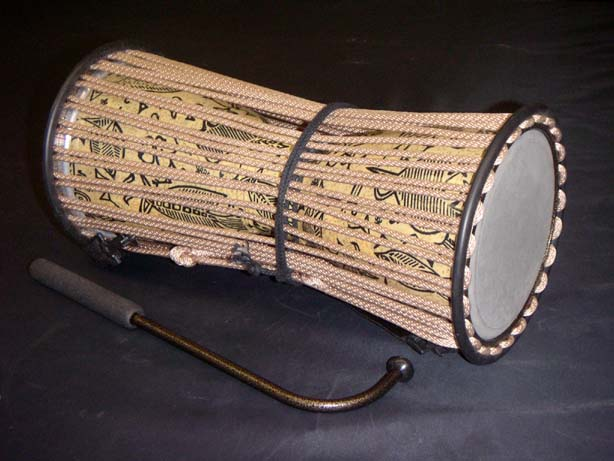
Tama

Tama či také mluvící buben je západoafrický buben, který umožňuje měnit výšku jeho tónu, takže jeho zvuk připomíná v rukou dobrého bubeníka lidskou řeč. Bubeník drží Tamu pod ramenem, jednou rukou bubnuje pomocí paličky a druhou rukou natahuje či povoluje struny napínající kůži na bubnu.
Tama tak mj. slouží ke sdělování i velmi komplikovaných zpráv. Obvykle je intonace podobná jako intonace místního jazyka.
Tama se používá k hraní muziky zvané Mbalax v Senegalu a hudby zvané Fuji
jež se hraje převážně v Nigérii, kde je tato hudba známá jako Dundun (neplést s muzikou Dundun, která se hraje mezi lidmi kmene Mandé).
Tama je také jeden z nejstarších západoafrických hudebních nástrojů. Jeho historie by se dala sledovat až do dob starověkého Ghanského impéria.
Tama se v různých afrických jazycích nazývá rovněž:
- Gangan
- Dundun
- Kalangu
- Odondo
- Lunna